# ميروسلاف دفوراك (لاعب هوكي الجليد)
ميروسلاف دفوراك (بالتشيكية: Miroslav Dvořák)‏ (و. 1951 – 2008 م) هو لاعب هوكي الجليد من تشيكوسلوفاكيا، والتشيك، شارك في الألعاب الأولمبية الشتوية 1976، والألعاب الأولمبية الشتوية 1980، مركز لعبه هو مدافع ‏، توفي في تشيسكي بوديوفيتسه، عن عمر يناهز 57 عاماً، بسبب سرطان المريء.

## روابط خارجية
- ميروسلاف دفوراك على موقع دوري الهوكي الوطني (الإنجليزية)
- ميروسلاف دفوراك على موقع قاعة مشاهير الهوكي (لاعب أن.إتش.أل) (الإنجليزية)
- ميروسلاف دفوراك على موقع EliteProspects.com (الإنجليزية)
- ميروسلاف دفوراك على موقع Eurohockey.com (الإنجليزية)
- ميروسلاف دفوراك على موقع HockeyDB.com (الإنجليزية)
- ميروسلاف دفوراك على موقع Hockey-Reference.com (الإنجليزية)
- ميروسلاف دفوراك على موقع اللجنة الأولمبية الدولية (الإنجليزية)
- ميروسلاف دفوراك على موقع أوليمبيديا (الإنجليزية)
- ميروسلاف دفوراك على موقع اللجنة الأولمبية التشيكية (التشيكية)